# Георги Кантурски
Георги Любенов Кантурски е български химик, доцент по стокознание, ръководител на катедра „Стокознание“в Стопанския факултет във Висшия институт за народно стопанство във Варна.

## Биография
Роден е на 8 февруари 1913 година в град Кюстендил. През 1932 г. завършва с отличен успех Народната държавна смесена гимназия „Свети Неофит Рилски“ в родния си град и през същата година постъпва като студент по химия във Физико-математическия факултет на Софийския университет. След завършването си, Кантурски е назначен за химик към лабораторията на Софийската митница, а през 1938 г. постъпва като химик в лабораторията при Митницата на пристанището в Свищов. През 1950 г. химическата лаборатория на Пристанището се превръща в поделение на Търговската Палата в България, а Георги Кантурски става ръководител на лаборатория при „Булгарконтрола“ в продължение на 10 години. Същевременно е и хоноруван преподавател по стокознание и технология на по-важните промишлени отрасли във ВФСИ „Димитър А. Ценов“ в Свищов.
Съпругата му Мара Матеева Николова – Кантурска (1911 – 1998 г.) е учителка по математика в Търговската гимназия „Димитър Хадживасилев“ (Икономически техникум) (1940 – 1956) и в Политехническата гимназия „Алеко Константинов“в гр. Свищов (1956 – 1961 г.). През 1961 година заедно със семейството си Кантурски се преселва в град Варна. В резултат на успешно издържан конкурс е назначен за преподавател по стокознание на промишлените стоки във Висшия институт за народно стопанство (ВИНС), където през 1967 г. се хабилитира като доцент по стокознание. Той е първият преподавател, който преподава дисциплината „Опаковка на стоките“, а през 1966 година написва и първия учебник по тази дисциплина. Георги Кантурски е ръководител на катедра „Стокознание“ в периода 1968 – 1973 година. Той осъвременява значително съдържанието на дисциплината стокознание, приближава я до най-новите за времето си международно известни курсове. За първи път са въведени основни понятия и икономически подходи в стокознанието като наука, даваща точни и пълни знания за стоките, за техния вид, произход, качество, начини на опаковане, съхранение и транспорт. Кантурски работи върху редица дидактически проблеми, свързани със спецификата на стоковедното обучение, с въвеждане на стандарти за производство, изпитване и контрол на стоките. Под негово ръководство колективът на катедрата организира и провежда през 1970 г. първата национална научна конференция с международно участие на тема „Актуални проблеми на стоковедната наука“. Проведената конференция полага началото на редовно провеждане на научни конференции на всеки пет години, на които се обсъждат проблеми на стоковедната наука.
Кантурски има над 134 научни статии, публикувани в „Известия – Трудове“ на ВИНС, „Народностопански архив“ на ВФСИ, „Химия и индустрия“, „Природа“, „Хранителна промишленост“, „Стандарти и качество“. Тематиката на публикациите му е разнообразна – изследване на синтетични миещи средства, изпитвания на проби от нетъкан текстил, прилагане на хидростатичен метод за определяне на относителното тегло на несмесващи се течности, прахов анализ на минерални торове и други.

### Учебници
- (в съавторство с Лука Йоцов и Иван Момчилов) „Стокознание“, Ч.I, II С. Народна просвета 1950 – 51 г.; 1954 г.
- „Въведение в технологията на по-важните промишлени отрасли“ – Свищов, ВФСИ, 1959
- „Основи на стокознанието“ – Свищов, ВФСИ, 1959
- (в съавторство с Калиопи Мутафова и Иван Ковачев). „Стоковеден анализ и контрол на промишлените стоки“ – ВИНС Варна, издания 1965, 1967, 1969, 1970, 1972, 1975, 1978
- „Опаковка на стоките“ – ВИНС Варна, 1966
- „Кратък курс по стокознание на материалите и машините“ ВИНС Варна, 1968

### Книги
- „Тъкани от нови текстилни влакна“ – Варна, Държ. изд. 1966
- „Химически препарати за домакинството“-" – Варна, Държ. изд. 1967
- „Полезни съвети за домакинята“ – Варна, Държ. изд. 1968
- (в съавторство с А.Георгиев) „Материалознание“ (за промишлени стоки, строителни материали и хранителни продукти) С. Наука и изкуство, 1976
- (в съавторство с колектив) „Справочник на стоковеда по промишлени стоки“ – Варна, Изд. Г. Бакалов, 1984 г.